# Otterstein (Grasberg)
Otterstein (plattdeutsch Ottersteen) ist ein Ortsteil der Gemeinde Grasberg im niedersächsischen Landkreis Osterholz. Der Ort liegt nördlich des Kernortes Grasberg. Südlich verläuft die Landesstraße L 133.

## Geschichte
Der Ort wurde 1794 im Rahmen der Moorkolonisierung des Teufelsmoores gegründet. Im Jahr 1910 lebten dort 408 Einwohner, 1939 waren es 291. Die Gemeinde Otterstein bestand bis 1974 und wurde dann in Grasberg eingegliedert.

## Besondere Gebäude
- Die Hofanlage Neu Ottersteiner Straße 5 von 1866 ist denkmalgeschützt.